# Massimo Campigli

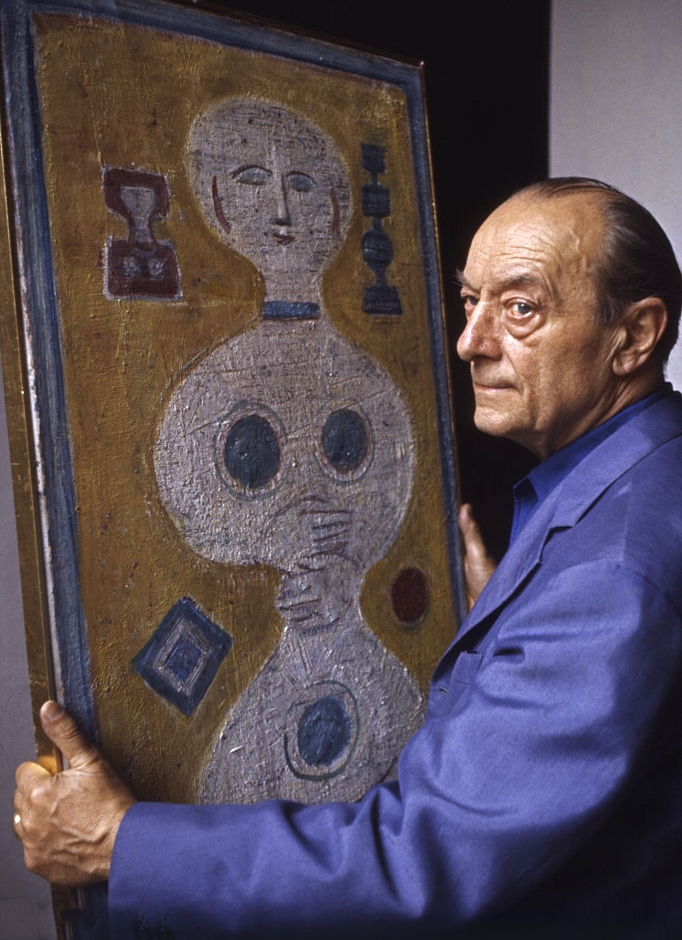
Massimo Campigli, 1967

Massimo Campigli, född Max Ihlenfeldt, den 4 juli 1895 i Berlin, död den 31 maj 1971 i Saint Tropez, Spanien, var en italiensk målare och journalist.

## Biografi
Campigli föddes i Berlin, men tillbringade större delen av sin barndom i Florens. Hans familj flyttade till Milano år 1909, och där arbetade han på tidningen Letteratura, umgicks i avantgardistiska kretsar och gjorde bekantskap med Umberto Boccioni och Carlo Carrà. År 1914 publicerade den futuristiska tidningen Lacerba hans "Giornale + Strada - Parole i Libertà". Under första världskriget tillfångatogs och deporterades Campigli till Ungern där han var krigsfånge åren 1916 till 1918.
I slutet av kriget flyttade han till Paris där han arbetade som utrikeskorrespondent för tidningen Corriere della Sera. Även om han hade redan producerat en del teckningar under kriget, var det först efter att han kom till Paris som han började måla. På Café du Dôme umgicks han med artister som Giorgio de Chirico, Alberto Savinio, Gino Severini och Filippo De Pisis. Utökade besök på Louvren fördjupade Campigli intresse för forntida egyptisk konst, som blev en bestående källan till hans eget måleri.
Hans första figurativa verk som tillämpar geometriska mönster på den mänskliga gestalten återspeglar påverkan av Pablo Picasso och Fernand Léger liksom av purismen hos "L'Esprit Nouveau".
År 1923 gjorde han sin första personliga utställning på Bragaglia Gallery i Rom. Under de närmaste fem åren utvecklade hans figurer en monumental kvalitet, ofta med stiliserade poser och benen sammanflätade i en skulptural soliditet. Betydelsen av ordning och tradition, var stämningen av lugn och långsiktighet var i linje med återuppbyggnaden efter kriget och "Twentieth Century"-konstnärernas program, med vilka Campigli ofta ställde ut både i Milano 1926–1929 och utomlands från 1927–1931.
Från 1926 förenades han med "Paris italienare" tillsammans med Giorgio de Chirico, Filippo De Pisis, Renato Paresce, Savinio, Severini och Mario Tozzi. Under 1928, året för hans debut på Venedigbiennalen, berördes han mycket av den etruskiska samlingen vid besöket på National Etruscan Museum i Rom. Han bröt då upp från den kompakta allvaret i sina tidigare verk till förmån för dukar med dämpade toner och schematiska former, rika på arkaismer.
Under en resa i Rumänien med sin första hustru Magdalena Rădulescu började han en ny serie av verk som porträtterar kvinnor sysselsatta i hemarbete och jordbruksarbete. Dessa gestalter ordnade i asymmetriska och hieratiska kompositioner, svävande på en grovt texturerat duk, var inspirerade av gamla fresker. Dessa arbeten mottogs entusiastiskt av kritikerna på utställningen i Jeanne Bucher-galleriet i Paris 1929 och på Milione Gallery i Milano, 1931. Under trettiotalet hade han en rad separatutställningar i New York, Paris och Milano som gav honom internationell uppmärksamhet.
År 1933 återvände Campigli till Milano där han arbetade med projekt av stora dimensioner. Samma år undertecknade han Mario Sironis Mural Art Manifesto och målade fresker av mödrar, landsortskvinnor, yrkesverksamma kvinnor, för V Milano Triennalen som tyvärr senare förstördes. Under de följande tio åren beställdes andra verk såsom Jag costruttori ("The byggare") för Nationernas förbund i Genève 1937, Non uccidere ("Inte döda") för Milano Courts of Justice 1938 och en enorm 300 kvadratmeter fresk för entréhallen, designad av Gio Ponti, i Liviano, Padua som han målade under 1939–1940.
Efter skilsmässa 1939 gifte Campigli sig med skulptören Giuditta Scalini. Tillsammans tillbringade de krigsåren i Milano och Venedig, medan de efter kriget delade sin tid mellan Rom, Paris och Saint-Tropez. År 1943 föddes hans son Nicola i Venedig.
I en personlig utställning på Venedigbiennalen år 1948 visade han sina nya kompositioner: kvinnofigurer i komplicerade arkitektoniska strukturer. Under 1960-talet reducerades hans figurer till färgade markeringar i en grupp av nästan abstrakta tavlor. År 1967 hölls en retrospektiv utställning tillägnad Campigli på Palazzo Reale i Milano. 
Massimo Campigli dog av en hjärtattack 1971 i Saint-Tropez.

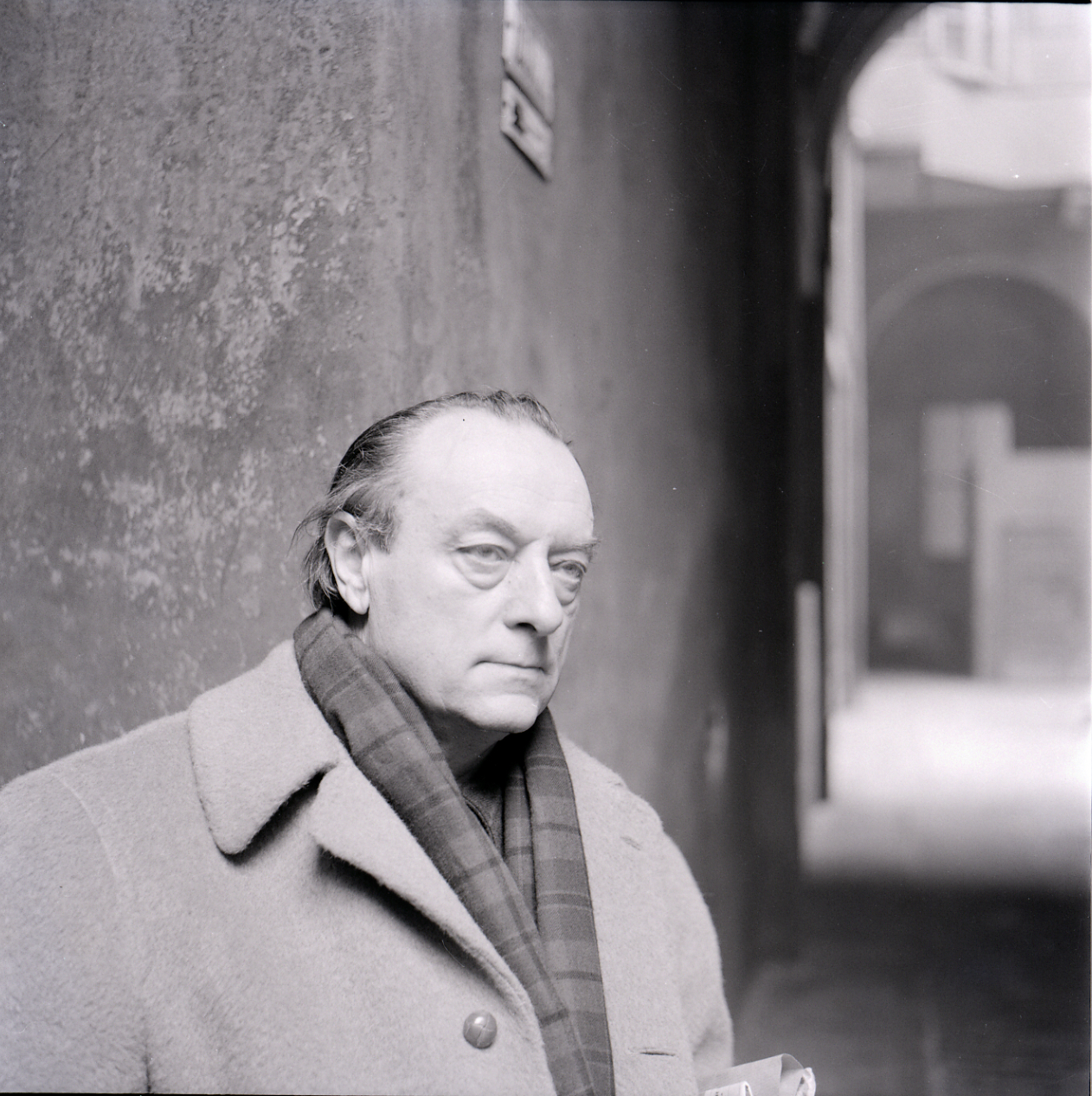
Massimo Campigli